# Kupferbühl
Kupferbühl ist ein Gemeindeteil der Gemeinde Issigau im Landkreis Hof (Oberfranken, Bayern). Kupferbühl liegt in der Gemarkung Eichenstein.

## Geografie
Die Einöde liegt am Issigbach der Neuenmühle gegenüber. Im Norden grenzt das Pfarrholz an. Die Staatsstraße 2198 führt nach Issigau (1,5 km nordöstlich) bzw. nach Brand (0,8 km südwestlich). Eine Gemeindeverbindungsstraße führt nach Eichenstein (1,2 km nördlich).

## Geschichte
In der Gegend wurden Kupfer und Eisen abgebaut. Im 17. Jahrhundert hieß es, es wäre „allda ein großer Schatz zu erheben“.
Gegen Ende des 18. Jahrhunderts bestand Kupferbühl aus einem Anwesen. Die Hochgerichtsbarkeit hatten das Rittergut Issigau und das Rittergut Reitzenstein gemeinsam inne. Das Rittergut Issigau war Grundherr des Tropfhauses.
Von 1797 bis 1810 unterstand Kupferbühl dem Justiz- und Kammeramt Hof. Infolge des Ersten Gemeindeedikts wurde Kupferbühl dem 1812 gebildeten Steuerdistrikt Issigau und der zugleich entstandenen Ruralgemeinde Reitzenstein zugewiesen. Im Zuge der Gebietsreform in Bayern wurde Kupferbühl am 1. Mai 1978 nach Issigau eingemeindet.

### Einwohnerentwicklung
| Jahr      | 001861 | 001871 | 001885 | 001900 | 001925 | 001950 | 001961 | 001970 | 001987 |
| Einwohner | 14     | 9      | 10     | 12     | 7      | 14     | 12     | 4      | 4      |
| Häuser    |        |        | 1      | 1      | 1      | 1      | 1      |        | 1      |
| Quelle    | [ 9 ]  | [ 10 ] | [ 11 ] | [ 12 ] | [ 13 ] | [ 14 ] | [ 15 ] | [ 16 ] | [ 1 ]  |

## Religion
Kupferbühl ist evangelisch-lutherisch geprägt und bis heute nach St. Simon und Judas (Issigau) gepfarrt.